# Mamoiada
Mamoiada é uma comuna italiana da região da Sardenha, província de Nuoro, com cerca de 2.605 Istat 2003 habitantes. Estende-se por uma área de 49 km², tendo uma densidade populacional de 52 hab/km². Faz fronteira com Fonni, Gavoi, Nuoro, Ollolai, Orani, Orgosolo, Sarule.
A região é famosa pela festa dos Mamuthones di Mamoiada comemorada dia 17 de janeiro em homenagem a Santo Antônio.

## Demografia
| Variação demográfica do município entre 1861 e 2011                               |
|                                                                                   |
| Fonte: Istituto Nazionale di Statistica (ISTAT) - Elaboração gráfica da Wikipedia |